# 野村精一
野村 精一（のむら せいいち、1929年5月18日-2017年4月24日）は、日本の国文学者。専門は日本文学。実践女子大学名誉教授。

## 略歴
東京出身。東京大学文学部国文科・同大学院修士課程修了後、地方公務員の教員として都立高校教諭を経て、山梨大学教授の後、1986年実践女子大学教授となる。2000年定年となり、名誉教授。『源氏物語』など中古文芸を研究した。

## 著書

### 単著
- 『大鏡』さ・え・ら書房、1958年
- 『源氏物語の創造』桜楓社、1969年
- 『源氏物語文体論序説』有精堂出版、1970年/新装阪、1988年
- 『日本文学研究史論』笠間書院、1983年

### 共編著
- 『ニュー・メソッド国文対訳シリーズ（7）』評論社編、1959年
- 『枕草子セミナ問題研究』河北騰共著、学生社、1961年
- 『源氏物語講座（2）』山岸徳平・岡一男監修、有精堂出版、1971年
- 『平安朝日記（1）』日本文学研究資料刊行会編、有精堂出版、1971年
- 『中世文学の研究』秋山虔編、東京大学出版会、1972年
- 『源氏物語の研究』阿部秋生編、東京大学出版会、1974年
- 『源氏物語入門』伊井春樹・小山利彦共著、桜楓社、1975年
- 『枕草子講座（1）』有精堂編集部編、有精堂出版、1975年
- 『古今和歌集』日本文学研究資料刊行会編、有精堂出版、1976年
- 『日本文学研究の方法』日本文学研究資料刊行会編、有精堂出版、1977年
- 『源氏物語の探究（3）』源氏物語探究会編、風間書房、1977年
- 『源氏物語古注集成（4）』桜楓社、1980年
- 『首書源氏物語』和泉書院、1985年
- 『日本文学講座（1）』日本文学協会編、大修館書店、1987年
- 『和歌文学の世界（12）』和歌文学会編、笠間書院、1988年
- 『源氏物語聞書（覚勝院抄第1巻～第10巻）』上野英子編、汲古書院、1989-91年
- 『源氏物語地名と方法』南波浩・広川勝美編、桜楓社、1990年
- 『王朝歴史物語の世界』山中裕編、吉川弘文館、1991年
- 『源氏物語とその前後（4）』王朝物語研究会編、新典社、1993年
- 『王朝日記の新研究』上村悦子先生頌寿記念論集編集委員会編、笠間書院、1995年
- 『源氏物語研究集成（5）』増田繁夫・鈴木日出男・伊井春樹編、風間書房、2000年
- 『鎌倉・室町時代の源氏物語』伊井春樹監修、三角洋一編、おうふう、2007年
- 『テーマで読む源氏物語論』今西祐一郎・室伏信助監修、上原作和・陣野英則編、勉誠出版、2008年